# Els Blaak-Schuitevoerder
Else (Els) Blaak-Schuitevoerder (Amsterdam, 26 januari 1937 – Diepenheim, 28 februari 2024) was een Nederlands politicus van de PvdA.
Ze is dochter van Marretje Engel en Jacques Schuitevoerder, die te boek staat als letterzetter bij Het Vrije Volk en propagandist.. Rond 1961 trouwde Else Schuitevoerder met Hans Blaak, dan nog in opleiding tot leraar. Het echtpaar ging in Voorburg en later in Epe wonen.
Het ouderlijk gezin kwam gesplitst de Tweede Wereldoorlog door; vader was joods en moest onderduiken, moeder was christen. Elsje werd ondergebracht in Friesland om aan de hongerwinter te ontsnappen via de bekende route Amsterdam-Lemmer. Eenmaal herenigd kon Else na de middelbare school verder leren, maar ze wilde geld verdienen. In 1958 trok ze vanwege de Engelse taal naar Engeland en ging daar werken. Terug in Nederland leerde ze haar man kennen via de PvdA; ze had toen volgens de geldige wetten na haar huwelijk moeten stoppen met werk, maar daar legde ze zich niet bij neer.
In 1969 vroeg gemeente Epe of Hans Blaak zitting wilde nemen in de gemeenteraad. Blaak hield de boot af, maar wees direct naar zijn vrouw, die in zin ogen veel geschikter was dan hij. In 1970 kwam ze aldus in de gemeenteraad van Epe waar ze vanaf 1977 een jaar lang een zieke wethouder verving. Vanaf 1984 was ze daar opnieuw wethouder tot ze in februari 1993 benoemd werd tot burgemeester van Diepenheim. Ze was daarmee de eerste vrouwelijke burgemeester in Twente. Een van haar taken werd het opheffen van haar eigen gemeente, hoewel ze het daar niet mee eens was. In december 1999 werd ze daarnaast waarnemend burgemeester van Goor. Op 1 januari 2001 gingen beide gemeenten met nog drie gemeenten op in de nieuwe gemeente Hof van Twente. In 2009 overleed haar echtgenoot. Tot aan haar dood bleef ze actief binnen het verenigingsleven in Diepenheim.
In 2023 ontving ze de Willem Drees-penning.
Ze werd 87 jaar oud, ze werd haar laatste dagen geplaagd door hartfalen.